# Zarina (artiste)
Pour l’article homonyme, voir Zarina.
Zarina Hashmi, née le 16 juillet 1937 à Aligarh (Raj britannique) et morte à Londres (Royaume-Uni) le 25 avril 2020, est une artiste indienne qui a travaillé et vécu aux États-Unis. 
S'exprimant avec le dessin, la gravure et la sculpture, ses œuvres sont abstraites et minimalistes et explorent le thème du foyer.

## Biographie
Née à Aligarh en Inde britannique, Zarina obtient un diplôme en mathématiques à l'Aligarh Muslim University en 1958. Elle étudie ensuite diverses techniques de gravure en Thaïlande, en France, où elle a été apprentie chez Stanley William Hayter au sein de l'Atelier 17 (où elle a notamment coïncidé avec le graveur indien Krishna Reddy), et auprès du graveur Yoshida Tōshi à Tokyo, au Japon,. Elle vit et travaille à New York depuis les années 1970.
Au cours des années 1980, Zarina devient membre du conseil d’administration du New York Feminist Art Institute (en) et animatrice d’ateliers de fabrication de papier au Women's Center for Learning. Membre du comité de rédaction de la revue d'art féministe Heresies (en), elle a collaboré au numéro de Third World Women.
Zarina meurt à Londres des suites d'une « longue maladie », le 25 avril 2020, à l'âge de 83 ans,.

## Style artistique
Son art s'appuie sur son identité de femme indienne et de naissance musulmane. Son travail évoque et explore l’idée du foyer, des distances et des trajectoires, influencée par ses propres voyages. Elle utilise des éléments visuels de décoration religieuse islamique, en particulier la géométrie régulière couramment utilisée dans l'architecture islamique. Le style abstrait et géométrique de ses premières œuvres a été comparé à des minimalistes tels que Sol LeWitt,.
Ses techniques de gravure de prédilection sont la gravure sur bois, la lithographie, la sérigraphie et l'eau-forte.

## Expositions majeures
Zarina était l'un des quatre artistes ou groupes d'artistes à représenter l'Inde lors de sa première participation à la Biennale de Venise en 2011.
Le musée Hammer de Los Angeles a organisé la première rétrospective de son travail en 2012. Intitulée Zarina: Paper Like Skin, l'exposition a été présentée au musée Solomon R. Guggenheim et à l'Art Institute of Chicago.
Zarina était l'artiste en résidence 2017-2018 de l'Asian/Pacific/American Institute à l'université de New York, ce qui a abouti à une exposition personnelle, Zarina: Dark Roads (2017-2018) et à une publication, Directions to My House (de Zarina Hashmi avec Sarah Burney).
Autres expositions :
- Galerie d'art Kunika, New Delhi, 1968
- Malvina Miller Gallery, San Francisco, 1975
- Musée d'art Herbert F. Johnson, Ithaca, New York, 1981
- Maison aux quatre murs, Musée des arts du Bronx, New York, 1992
- Cartes, maisons et itinéraires, Galerie Lux, San Francisco, 2003
- Des exemples de son travail figurent dans les collections d'art permanentes du Museum of Modern Art, du Whitney Museum of American Art, du Victoria and Albert Museum, ainsi que de la Bibliothèque nationale de France[11].